# 尤利西斯 (內布拉斯加州)
尤利西斯（英語：Ulysses）是位於美國內布拉斯加州巴特勒縣的村。

## 人口
根據2020年美國人口普查的數據，尤利西斯的面積為0.56平方千米，皆為陸地。當地共有人口196人，而人口密度為每平方千米350人。